# Setaria vulpiseta
Setaria vulpiseta är en gräsart som först beskrevs av Jean-Baptiste de Lamarck, och fick sitt nu gällande namn av Johann Jakob Roemer och Schult.. Setaria vulpiseta ingår i släktet kolvhirser, och familjen gräs. Inga underarter finns listade i Catalogue of Life.

## Bildgalleri

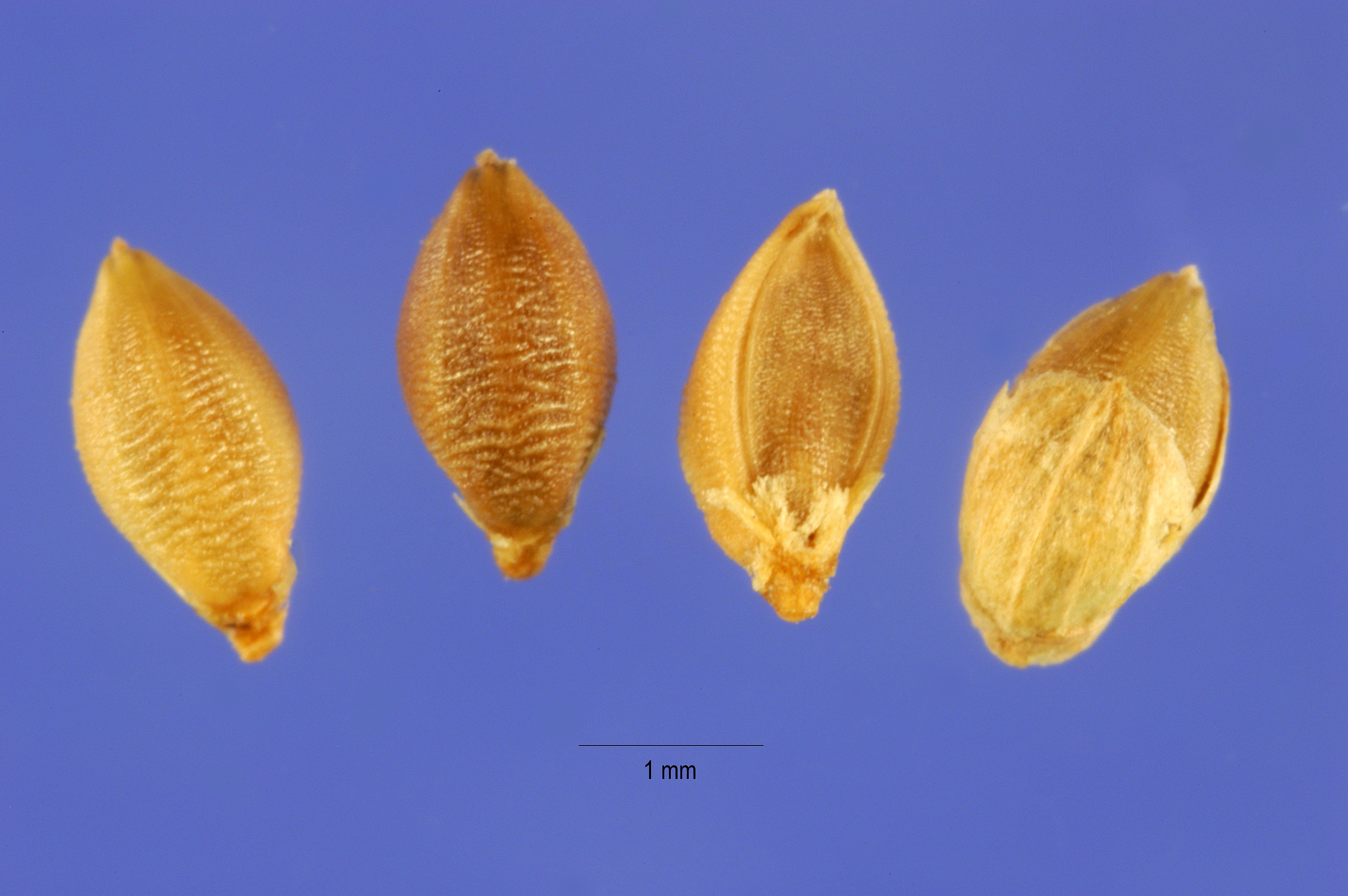